# Ansvarsförsäkring
Ansvarsförsäkring är en försäkring som täcker den försäkrades skadeståndsskyldighet enligt allmänna skadeståndsrättsliga regler och enligt flertal företagsförsäkringar också ersättningsskyldighet enligt olika standardavtal, som till exempel AB 04 och ABT 06. De flesta försäkringsformer gäller kompensation för skada i form av pengar, men i ansvarsförsäkringen ingår också ett åtagande för försäkringsbolaget att utreda skadeståndsskyldigheten som sådan, att förhandla med den som riktar skadeståndskrav mot den försäkrade och även att företräda den försäkrade i domstol om så behövs.
Ansvarsförsäkringen ingår i hemförsäkringen och i de flesta företagsförsäkringar. För vissa grupper finns specialanpassade ansvarsförsäkringar, exempelvis konsulter som oftast försäkrar sina ansvar för ren förmögenhetsskada, som till exempel byggkonstruktörer, arkitekter, mäklare och andra slag av rådgivare.